# 1. deild islandzka w piłce nożnej (1999)
Sezon 1999 był 45. sezonem drugiego poziomu ligowego piłki nożnej na Islandii, drugim po zmianie nazwy na 1. deild. Pierwsze miejsce zajął zespół Fylkir, zdobywając czterdzieści pięć punktów w osiemnastu meczach. Po sezonie awansowały zespoły Fylkir i Stjarnan, spadły natomiast Víðir Garður oraz KVA.

## Drużyny
Po sezonie 1998 z ligi awansowały zespoły Breiðablik i Víkingur Reykjavík, spadły zaś Þór Akureyri oraz HK. Ich miejsce zajęły spadające z Úrvalsdeild Þróttur Reykjavík i ÍR oraz awansujące z 2. deild Víðir Garður i Dalvík.
| Uczestnicy poprzedniej edycji                                                                                 | Uczestnicy poprzedniej edycji | Uczestnicy poprzedniej edycji | Uczestnicy poprzedniej edycji |
| --- | ----------------------------- | ----------------------------- | ----------------------------- |
| FH | FH                            | 3                             |                               |
| FYL | Fylkir                        | 4                             |                               |
| SKA | Skallagrímur                  | 5                             |                               |
| STJ | Stjarnan                      | 6                             |                               |
| KA | KA Akureyri                   | 7                             |                               |
| KVA | KVA                           | 8                             |                               |
| Spadek z Úrvalsdeild                                                                                          |                               |                               |                               |
| ÞRR | Þróttur Reykjavík             | 9                             |                               |
| ÍRE | ÍR                            | 10                            |                               |
| Awans z 2. deild                                                                                              |                               |                               |                               |
| VGA | Víðir Garður                  | 1                             |                               |
| DAL | Dalvík                        | 2                             |                               |
| Oznaczenia: - kolumna pierwsza – skróty nazw drużyn, - kolumna trzecia – miejsce zajęte w poprzednim sezonie. |                               |                               |                               |

## Tabela
| Lp. | Drużyna           | M  | Z  | R | P  | Bramki | Bramki | Różn. | Pkt | Uwagi                |
| --- | ----------------- | -- | -- | - | -- | ------ | ------ | ----- | --- | -------------------- |
| 1   | Fylkir            | 18 | 15 | 0 | 3  | 46     | 20     | +26   | 45  | Awans do Úrvalsdeild |
| 2   | Stjarnan          | 18 | 9  | 2 | 7  | 35     | 31     | +4    | 29  | Awans do Úrvalsdeild |
| 3   | FH                | 18 | 8  | 4 | 6  | 41     | 31     | +10   | 28  |                      |
| 4   | ÍR                | 18 | 8  | 2 | 8  | 46     | 35     | +11   | 26  |                      |
| 5   | Dalvík            | 18 | 7  | 5 | 6  | 27     | 35     | −8    | 26  |                      |
| 6   | KA Akureyri       | 18 | 6  | 5 | 7  | 24     | 24     | 0     | 23  |                      |
| 7   | Skallagrímur      | 18 | 7  | 2 | 9  | 36     | 38     | −2    | 23  |                      |
| 8   | Þróttur Reykjavík | 18 | 6  | 3 | 9  | 27     | 29     | −2    | 21  |                      |
| 9   | Víðir Garður      | 18 | 6  | 3 | 9  | 30     | 44     | −14   | 21  | Spadek do 2. deild   |
| 10  | KVA               | 18 | 4  | 2 | 12 | 28     | 53     | −25   | 14  | Spadek do 2. deild   |

## Wyniki
| Gospodarz \ Gość  | DAL | FYL | FH  | KA  | SKA | STJ | KVA | VGA | ÍRE | ÞRR |
| Dalvík            |     | 1:2 | 2:1 | 0:0 | 2:6 | 2:1 | 4:3 | 1:0 | 2:3 | 3:6 |
| Fylkir            | 1:2 |     | 0:4 | 3:1 | 3:1 | 2:1 | 6:1 | 2:0 | 4:1 | 2:1 |
| FH                | 3:0 | 4:2 |     | 1:1 | 0:3 | 1:1 | 1:1 | 4:1 | 4:3 | 3:2 |
| KA Akureyri       | 0:0 | 0:2 | 3:2 |     | 0:1 | 3:0 | 6:1 | 1:1 | 1:0 | 1:2 |
| Skallagrímur      | 1:2 | 0:3 | 4:2 | 1:3 |     | 1:4 | 5:2 | 2:3 | 3:3 | 1:0 |
| Stjarnan          | 0:1 | 0:3 | 4:1 | 1:1 | 1:2 |     | 5:2 | 2:1 | 1:5 | 3:1 |
| KVA               | 1:1 | 1:4 | 1:3 | 1:0 | 3:2 | 1:2 |     | 4:1 | 0:1 | 0:1 |
| Víðir Garður      | 2:2 | 0:2 | 0:5 | 1:2 | 2:2 | 2:5 | 5:3 |     | 4:3 | 3:2 |
| ÍR                | 4:1 | 1:2 | 2:1 | 4:0 | 4:1 | 2:3 | 6:2 | 1:2 |     | 2:3 |
| Þróttur Reykjavík | 1:1 | 1:3 | 1:1 | 3:1 | 1:0 | 0:1 | 0:1 | 1:2 | 1:1 |     |

Źródło:  (ang.)
Objaśnienia:
1Drużyna gospodarzy jest wymieniona po lewej stronie tabeli.
Kolory: zielony – zwycięstwo gospodarzy, żółty – remis, różowy – zwycięstwo gości.

## Najlepsi strzelcy
| Bramki | Strzelcy             | Drużyna           |
| ------ | -------------------- | ----------------- |
| 18     | Hjörtur Hjartarson   | Skallagrímur      |
| 15     | Hörður Magnússon     | FH                |
| 12     | Sævar Þór Gíslason   | ÍR                |
| 11     | Atli Viðar Björnsson | Dalvík            |
| 10     | Kári Jónsson         | Víðir Garður      |
| 10     | Hreinn Hringsson     | Þróttur Reykjavík |
| 9      | Boban Ristic         | Stjarnan          |
| 9      | Heiðar Ómarsson      | ÍR                |